# Kenyeri
Kenyeri is een plaats (község) en gemeente in het Hongaarse comitaat Vas. Kenyeri telt 943 inwoners (2001).